# Puerma
Puerma es un lugar que pertenece a la parroquia de Valduno en el concejo de Las Regueras (Principado de Asturias). Se encuentra a 85 m s. n. m. y está situada a 7 km de la capital del concejo, Santullano. 

## Población
En 2020 contaba con una población de 29 habitantes (INE 2020) repartidos en un total de 14 viviendas.